# Дзенцуджі (Каґава)
Дзенцу́джі (яп. 善通寺市, ぜんつうじし, МФА: [d͡zent͡suːd͡ʑi ɕi̥]?) — місто в Японії, в префектурі Каґава. Розташоване в північно-західній частині префектури.   Виникло на основі однойменного середньовічного містечка, що сформувалось довкола буддистського монастиря Дзенцу секти Шінґон. До завершення Другої світової війни місто було одним з центрів Імперської армії Японії.. Отримало статус міста 1954 року. Площа становить 39,88 км². Станом на 1 липня 2012 року населення складало 33 536  осіб, густота населення — 841 осіб/км².  Основою економіки є сільське господарство — рисівництво, вирощування мандаринів, овочівництво, скотарство; хімічна, деревооброна і текстильна промисловість, комерція та туризм..  В місті розташовані монастир Дзенцу, гарнізон і музей Сухопутних Сил Самообоони Японії. 

## Географія

Дзенцуджі

Дзенцуджі розташоване на північному заході префектури Каґава, у північно-східній частині острова Шікоку. На півдні воно межує із містечками Котохіра й Манно, на півночі — з містом Маруґаме і  містечком Тадоцу, а на заході — з містом Мітойо.
Рельєф Дзенцуджі переважно рівнинний. Місто розташоване в східній частині рівнини Санукі. На півдні пролягають гори Оса, а на заході — гори Хіаґе. Рівнинну частину пронизують з півдня на північ річки Канекура й Хірота.
Станом на 2012 рік площа Дзенцуджі становила 39,88 км². Місто займає 2,1% площі усієї префектури Каґава. Його протяжність з півночі на південь становила 7,96 км, а з заходу на схід — 8,9 км. Станом на 2002 рік близько 40% площі міста складали сільськогосподарські поля і городи, 30% — гірські ліси та водойми, 15% — житлові масиви.
Дзенцуджі належить до кліматичної зони Внутрішнього Японського моря. Клімат у місті вологий субтропічний. Зима відносно тепла, літо — спекотне. Середня річна температура — +15,5 °C. Опади часті, особливо влітку. Сніг в рівнинних областях випадає рідко. Середня річна кількість опадів — 978,5 мм.

## Історія

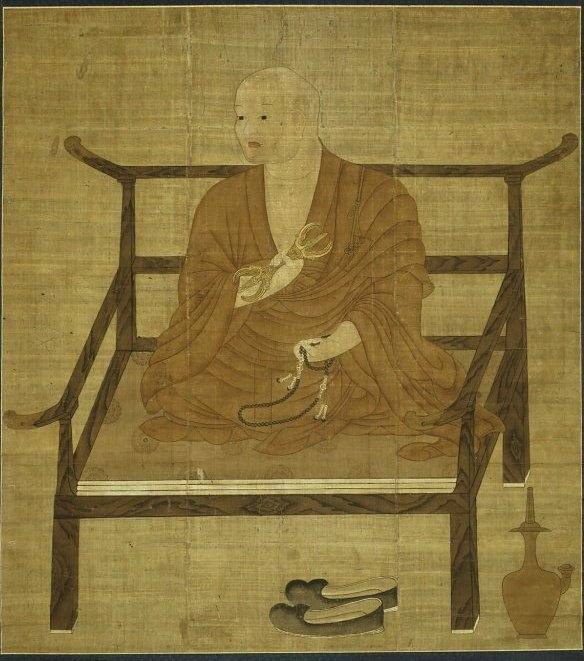
Монах Кукай.

Місто Дзенцуджі виникло на основі стародавнього села, що мало назву На́ка (яп. 仲村, なかむら, МФА: [nakamuɾa]). За переказами, у 807—813 роках, японський буддистський монах Кукай, патріарх сетки Шінґон, заснував у цьому селі монастир Дзенцу (Дзенцу-джі). Він був споруджений на честь покійного батька Кукая, що був родом з цих місць і мав посмертне ім'я Дзенцу. Відтоді, село стали називати за іменем монастиря Дзенцу — «Дзенцуджі».
Наприкінці 7 — початку 8 століття Дзенцуджі входило до складу повіту Тадо провінції Санукі. У 14 столітті ним керував самурайський рід Хосокава, що 1364 року спорудив поблизу села замок Амаґірі. У 16 столітті Дзенцуджі перейшов під керівництво роду Каґава, який був володарем західної частини провінції Санукі.
Протягом 1602 — 1871 років примонастирське поселення Дзенцуджі входило до складу автономного уділу Маруґаме. Цей уділ почергово керувався трьома самурайськими родами — Ікома, Ямадзакі та Кьоґоку. Частина територій майбутнього міста перебували під контролем сусіднього уділу Такамацу. Деякі землі належали монастирю Дзенцу.
15 лютого 1890 року, згідно з новим адміністративним поділом Японії, поселення Дзенцуджі отримало статус села . Воно розташовувалося в повіті Тадо префектури Каґава. 1 квітня 1899 року повіт Тадо обєднався із сусіднім повітом Нака, утворивши новий повіт Накатадо. В результаті село було перепідпорядковане цьому повіту.
З 1898 року Дзенцуджі стало місцем постійної дислокації 11-ї дивізії Імперської армії Японії. Її першим командиром став Нокі Маресуке, майбутній герой російсько-японської війни. За його наказом в селі були споруджені штаб дивізії, казарми та арсенал в європейському стилі. Протягом першої половини 20 століття Дзенцуджі був перетворений на «військову столицею» усього острова Шікоку. Після Другої світової війни в ньому дислокуються частини Сухопутних Сил Самооборони Японії.
3 листопада 1901 року на базі сіл Дзенцуджі, Йошіда й Асано було засновано містечко Дзенцуджі. 31 березня 1954 року воно об'єдналося із селами повіту Накатадо — Йоґіта, Йошівара, Фудеока й Тацукава. В результаті утворилося нове місто Дзенцуджі. 31 березня 1958 року місто розширило свої межі, поглинувши частину села Дзоґо повіту Накатадо.

### Об'єднання
| Волості й села до 1890 | Волості й села до 1890 | Села 15 лютого 1890  | Містечко 3 листопада 1901 | Місто 31 березня 1954 | 31 березня 1958       |
| ---------------------- | ---------------------- | -------------------- | ------------------------- | --------------------- | --------------------- |
| Ікано (生野郷)         | Оса (大麻村)           | Асано (麻野村)       | Дзенцуджі (善通寺町)      | Дзенцуджі (善通寺市)  | Дзенцуджі1 (善通寺市) |
| Ікано (生野郷)         | Ікано (生野村)         | Асано (麻野村)       | Дзенцуджі (善通寺町)      | Дзенцуджі (善通寺市)  | Дзенцуджі1 (善通寺市) |
| Йошіда (良田郷)        | Камі-Йошіда (上吉田村) | Йошіда (吉田村)      | Дзенцуджі (善通寺町)      | Дзенцуджі (善通寺市)  | Дзенцуджі1 (善通寺市) |
| Йошіда (良田郷)        | Шімо-Йошіда (下吉田村) | Йошіда (吉田村)      | Дзенцуджі (善通寺町)      | Дзенцуджі (善通寺市)  | Дзенцуджі1 (善通寺市) |
| Йошіда (良田郷)        | Інаґі (稲木村)         | Йошіда (吉田村)      | Дзенцуджі (善通寺町)      | Дзенцуджі (善通寺市)  | Дзенцуджі1 (善通寺市) |
| Накамура (中村郷)      | Дзенцуджі (善通寺村)   | Дзенцуджі (善通寺村) | Дзенцуджі (善通寺町)      | Дзенцуджі (善通寺市)  | Дзенцуджі1 (善通寺市) |
| Накамура (中村郷)      | Нака (中村)            | Фудеока (筆岡村)     | Фудеока (筆岡村)          | Дзенцуджі (善通寺市)  | Дзенцуджі1 (善通寺市) |
| Хірота (弘田郷)        | Хірота (弘田村)        | Фудеока (筆岡村)     | Фудеока (筆岡村)          | Дзенцуджі (善通寺市)  | Дзенцуджі1 (善通寺市) |
| Йошівара (吉原郷)      | Йошівара (吉原村)      | Йошівара (吉原村)    | Йошівара (吉原村)         | Дзенцуджі (善通寺市)  | Дзенцуджі1 (善通寺市) |
| Йошівара (吉原郷)      | Хідоно (碑殿村)        | Йошівара (吉原村)    | Йошівара (吉原村)         | Дзенцуджі (善通寺市)  | Дзенцуджі1 (善通寺市) |
| Кітоку (喜徳郷)        | Йоґіта (与北村)        | Йоґіта (与北村)      | Йоґіта (与北村)           | Дзенцуджі (善通寺市)  | Дзенцуджі1 (善通寺市) |
| Кітоку (喜徳郷)        | Кітоку (木徳村)        | Тацукава (龍川村)    | Тацукава (龍川村)         | Дзенцуджі (善通寺市)  | Дзенцуджі1 (善通寺市) |
| Кітоку (喜徳郷)        | Харада (原田村)        | Тацукава (龍川村)    | Тацукава (龍川村)         | Дзенцуджі (善通寺市)  | Дзенцуджі1 (善通寺市) |
| Канекура (金倉郷)      | Кондзоджі (金蔵寺村)   | Тацукава (龍川村)    | Тацукава (龍川村)         | Дзенцуджі (善通寺市)  | Дзенцуджі1 (善通寺市) |
|                        |                        | Дзоґо (象郷村)       |                           |                       | Дзенцуджі1 (善通寺市) |

1 30 березня 1955 року квартали Харада й Кондзоджі (колишні села) були передані місту Маруґаме.

## Населення

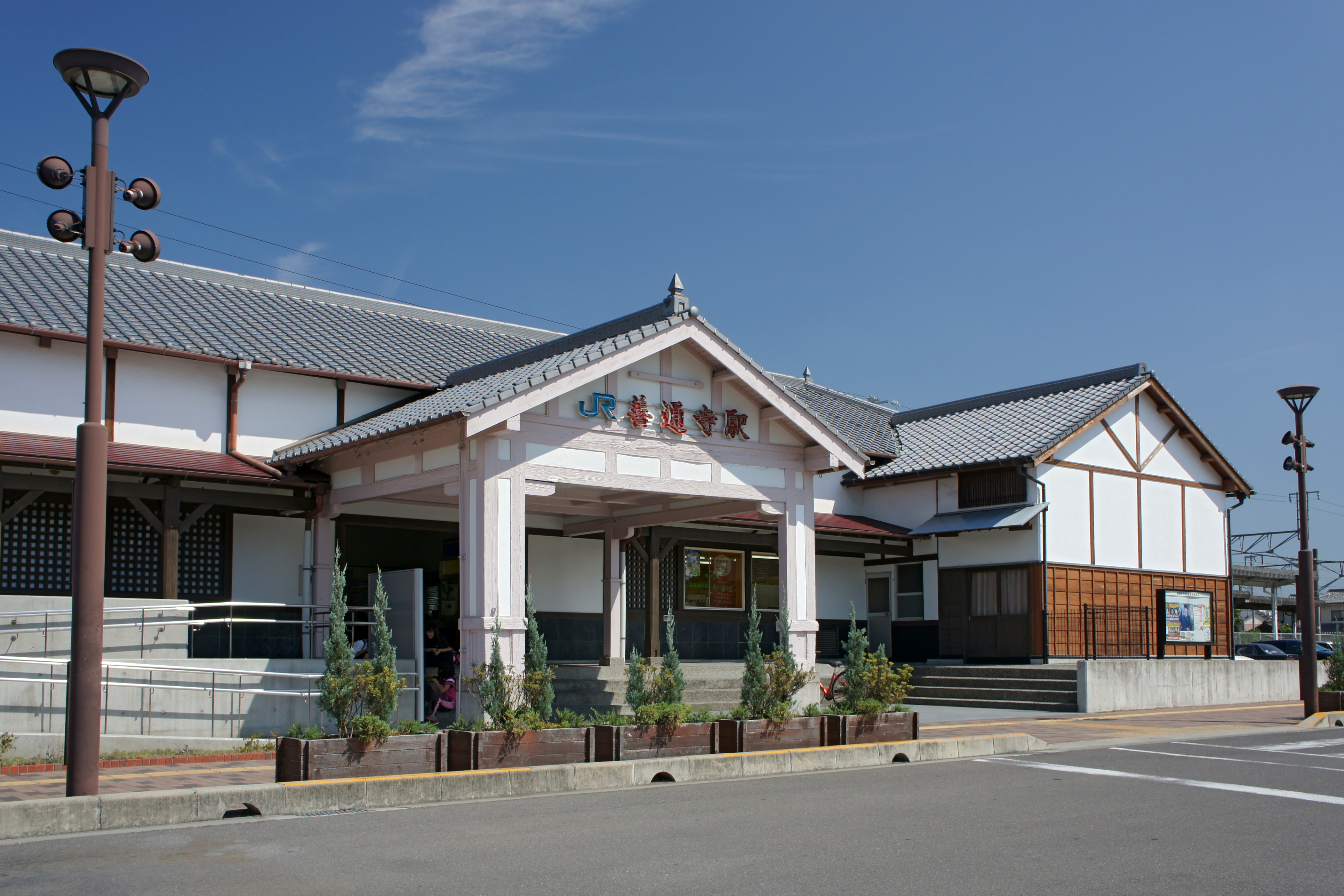
Станція «Дзенцуджі».

1950 року, напередодні заснування міста Дзенцуджі, населення його майбутніх складових становило 37 106 осіб; з них — 18 536 чоловіків та 18 570 жінок. Кількість господарств — 7689.
За переписом 2005 року населення Дзенцуджі становило 35 495 осіб.
| Перепис | Населення |
| ------- | --------- |
| 1970    | 35 254    |
| 1975    | 38 106    |
| 1980    | 38 080    |
| 1985    | 38 630    |
| 1990    | 38 423    |
| 1995    | 37 361    |
| 2000    | 36 413    |
| 2005    | 35 495    |
| 2010    | 33 817    |

## Транспорт
З півночі на південь Дзенцуджі перетинає державна автострада № 319, а з заходу на схід — державна автострада № 11. В північній частині міста автострада № 319 перетинається із залізничною колією лінії Санукі залізничної компанії JR. Там само розташована дорожня розв'язка «Дзенцуджі». Головна залізнична станція — Дзенцуджі компанії JR.

## Туризм
Дзенцуджі є великим туристичним центром острова Шікоку. Центральний міський монастир відомий як місце народження релігійного діяча і філософа Кукая, а також як одне з 88 святих паломницьких місць острова.
- Монастирі

На території Дзенцуджі розташовані 5 з 88 святих монастирів острова Шікоку. 

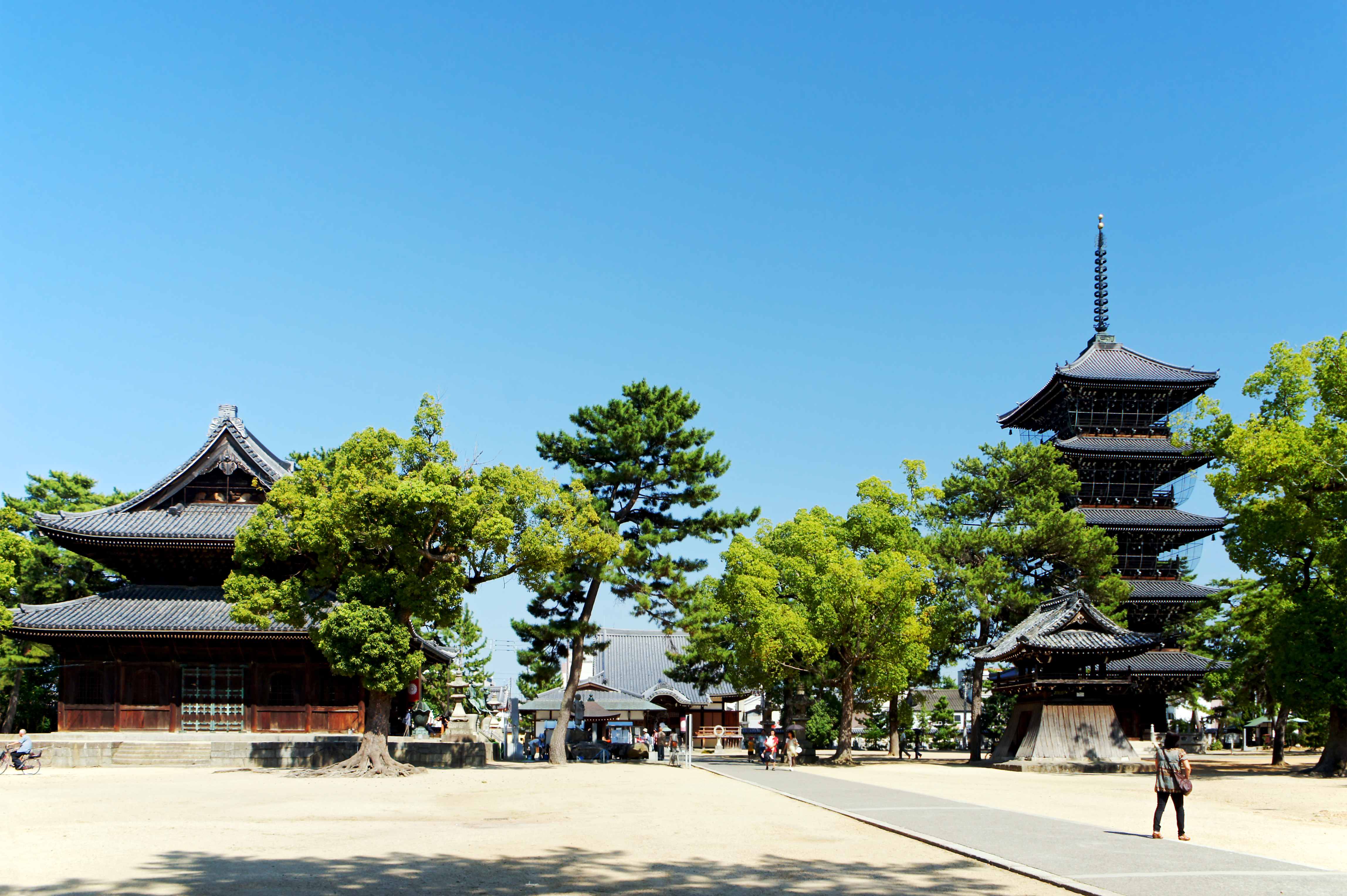
Монастир Дзенцуджі
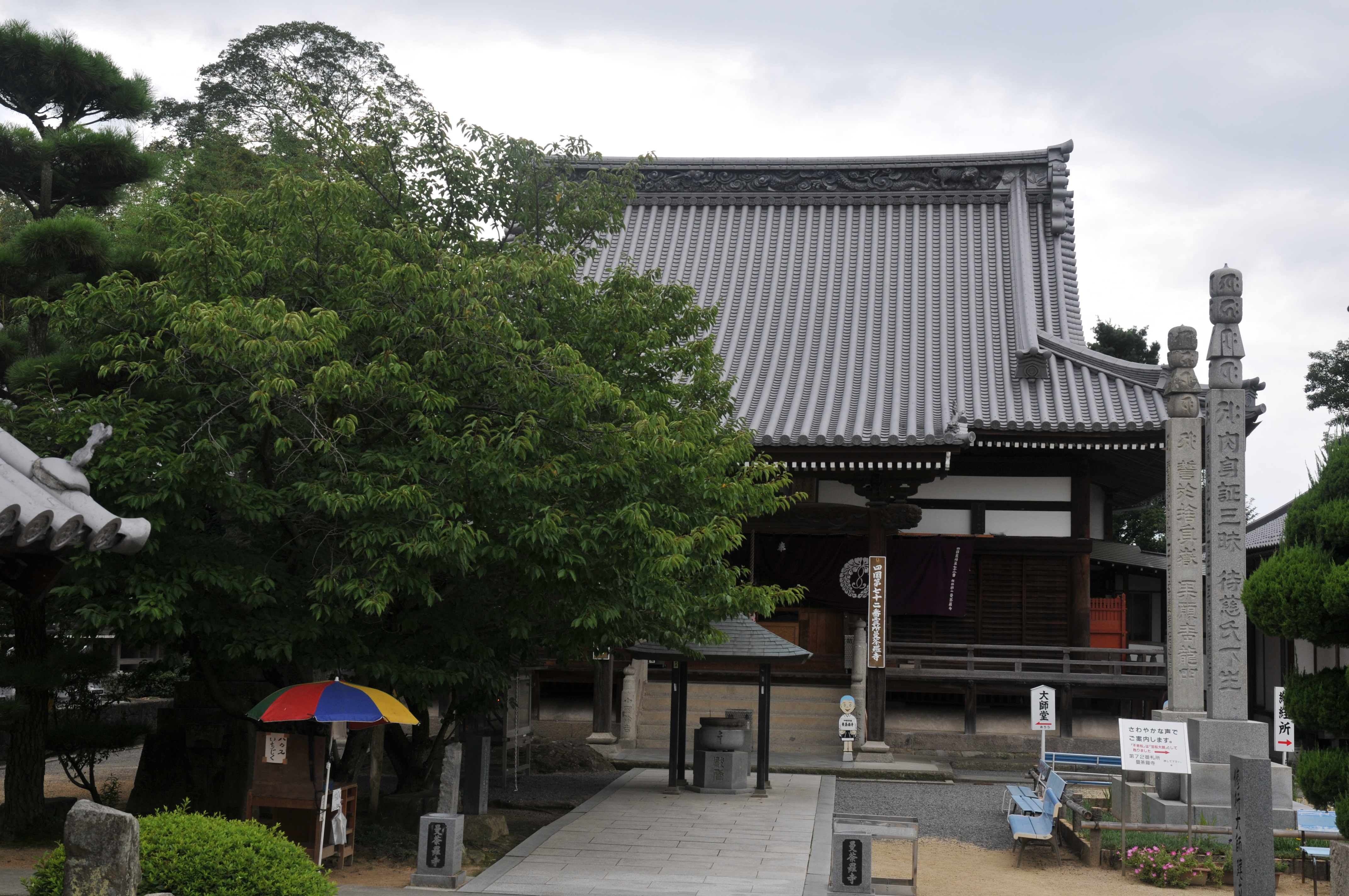
Монастир Мандара
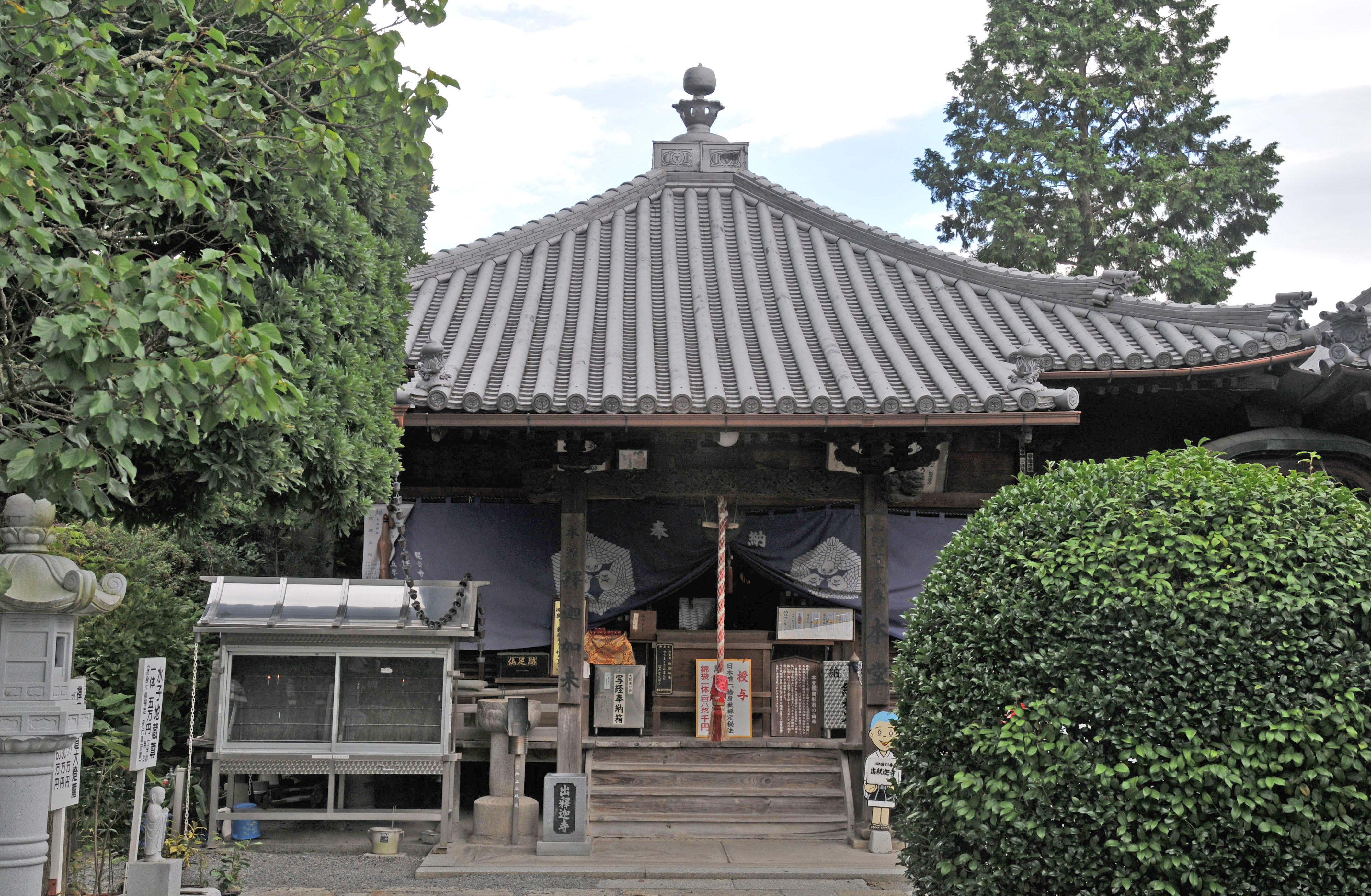
Монастир Шюшшяка
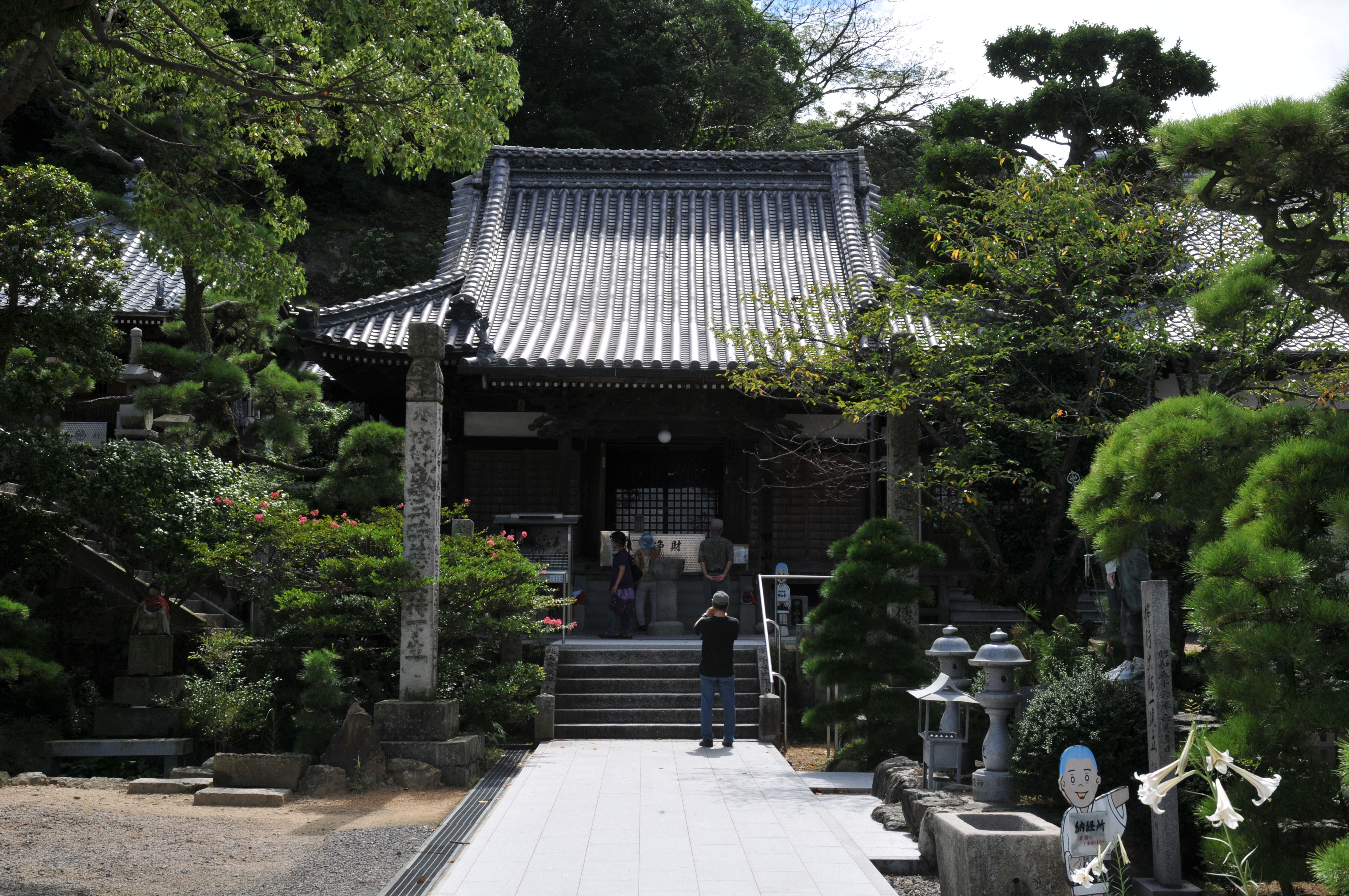
Монастир Кояма
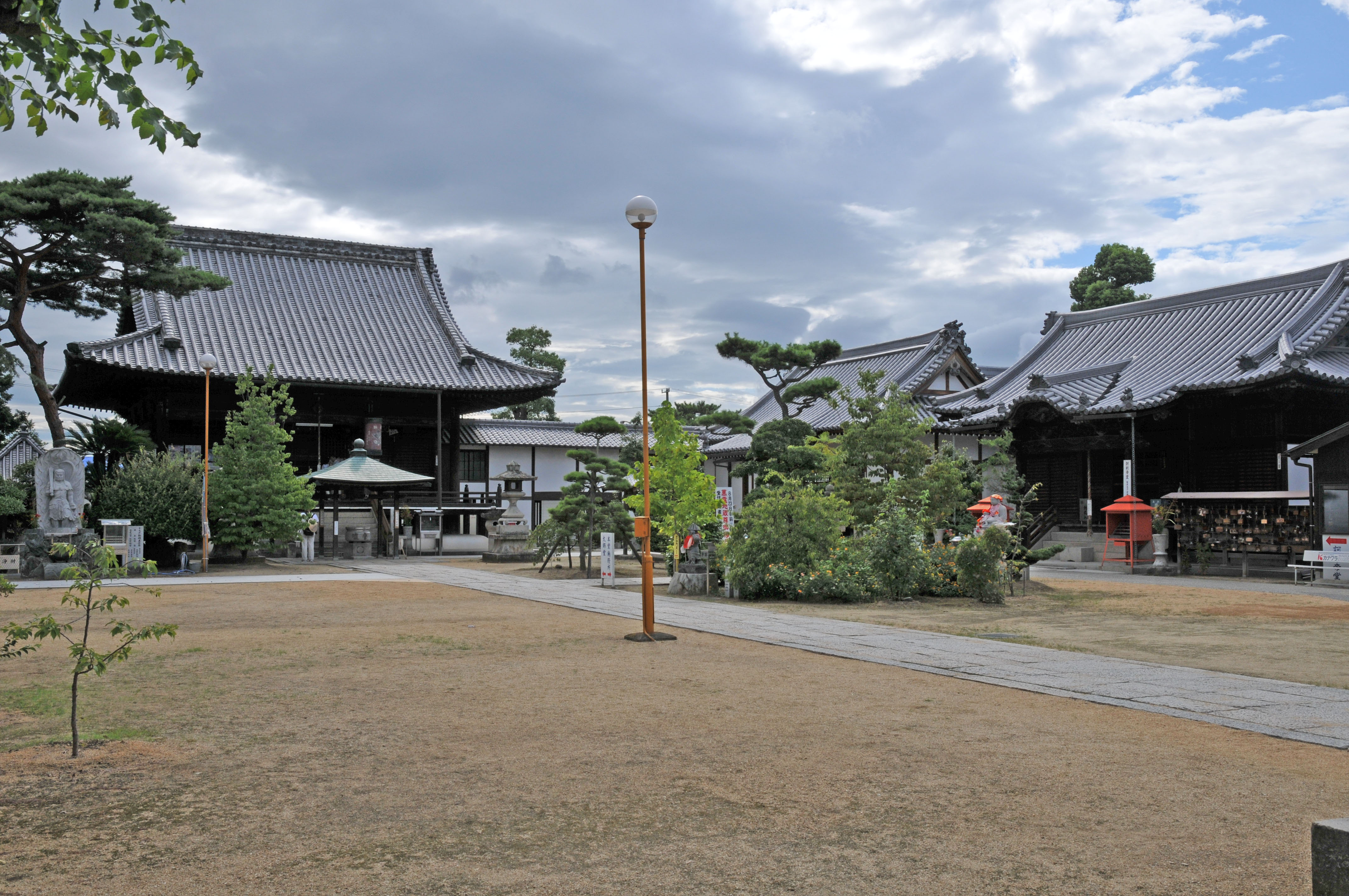
Монастир Кондзо

- Музеї

З 1961 року Сили Самооборони Японії (ССЯ) квартируються в Дзенцуджі. З 2006 року штаб, казарми і арсенал їхніх попередників — 11-ї армійської дивізії — перетворені на музей. Він має велику експозицію японської військової техніки.

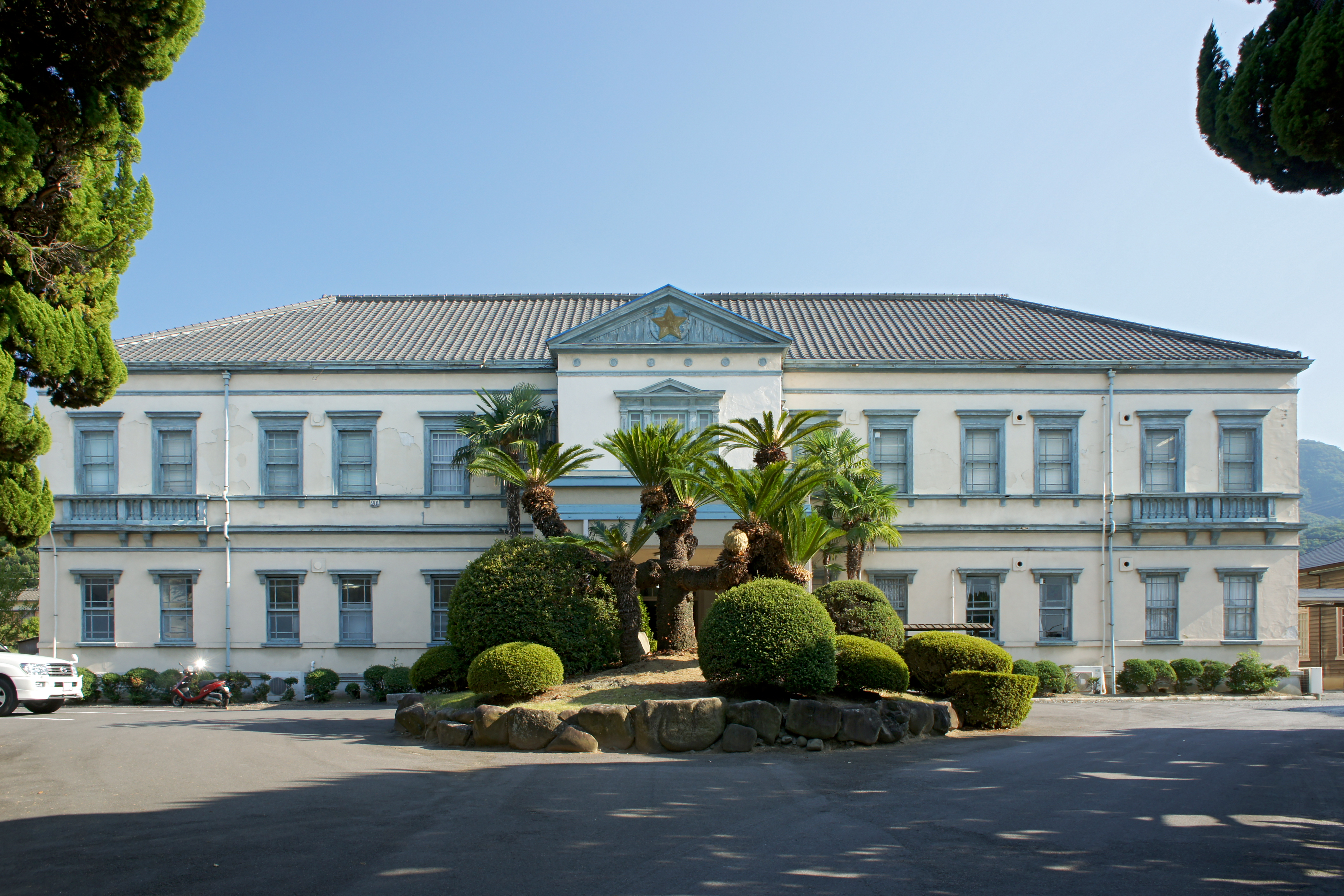
Музей гарнізону Дзенцуджі ССЯ
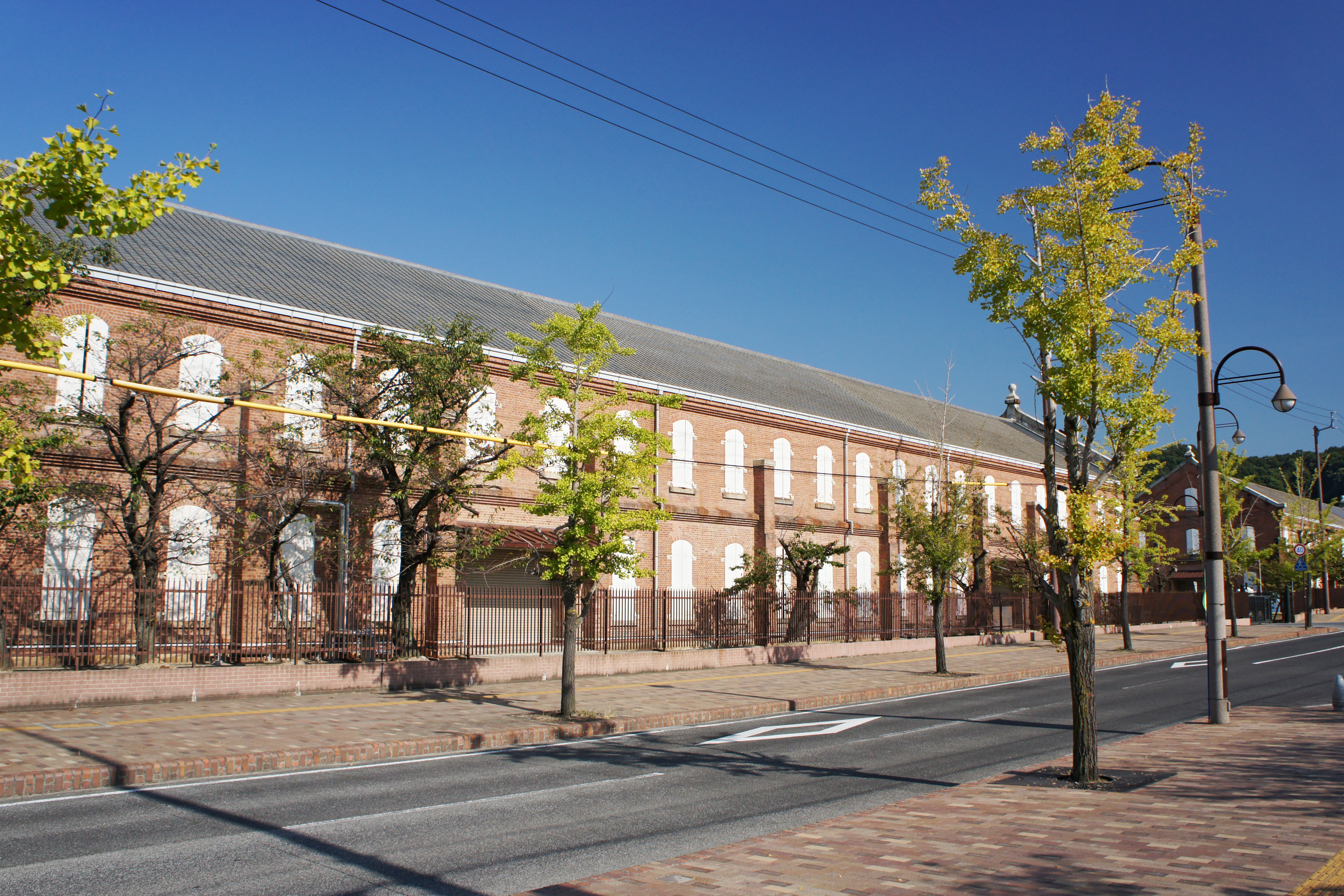
Музей гарнізону Дзенцуджі ССЯ
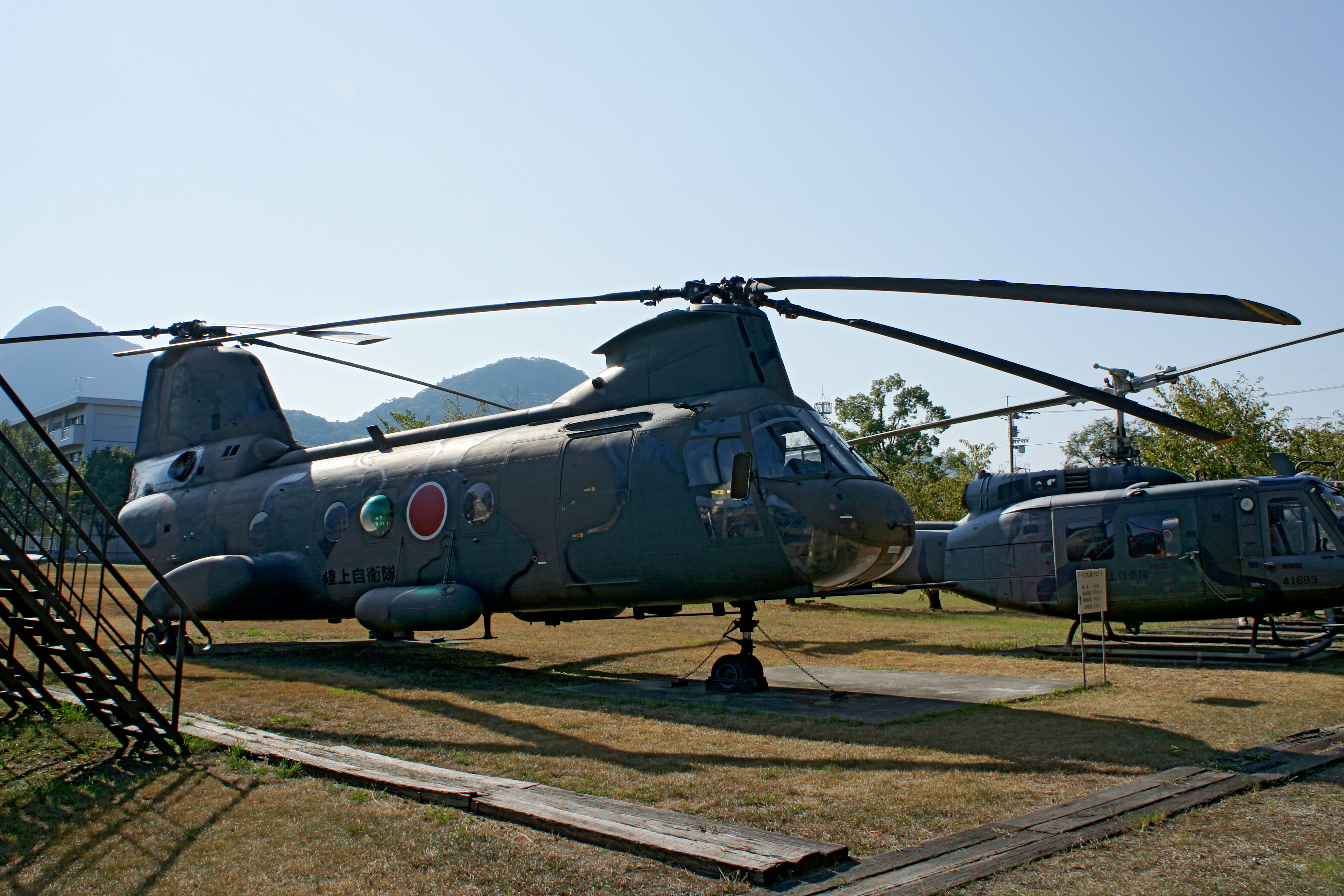
Музей гарнізону Дзенцуджі ССЯ
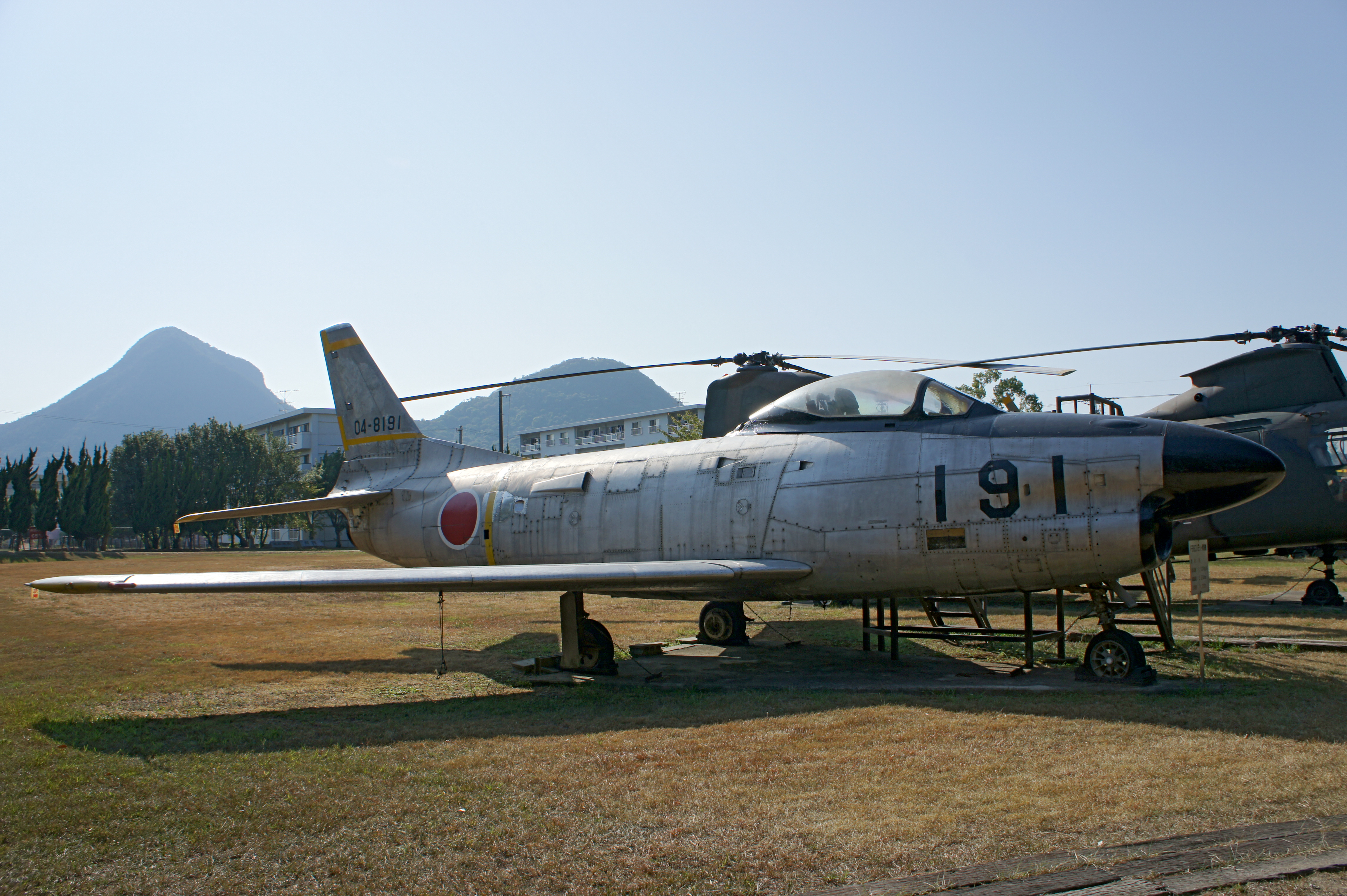
Музей гарнізону Дзенцуджі ССЯ
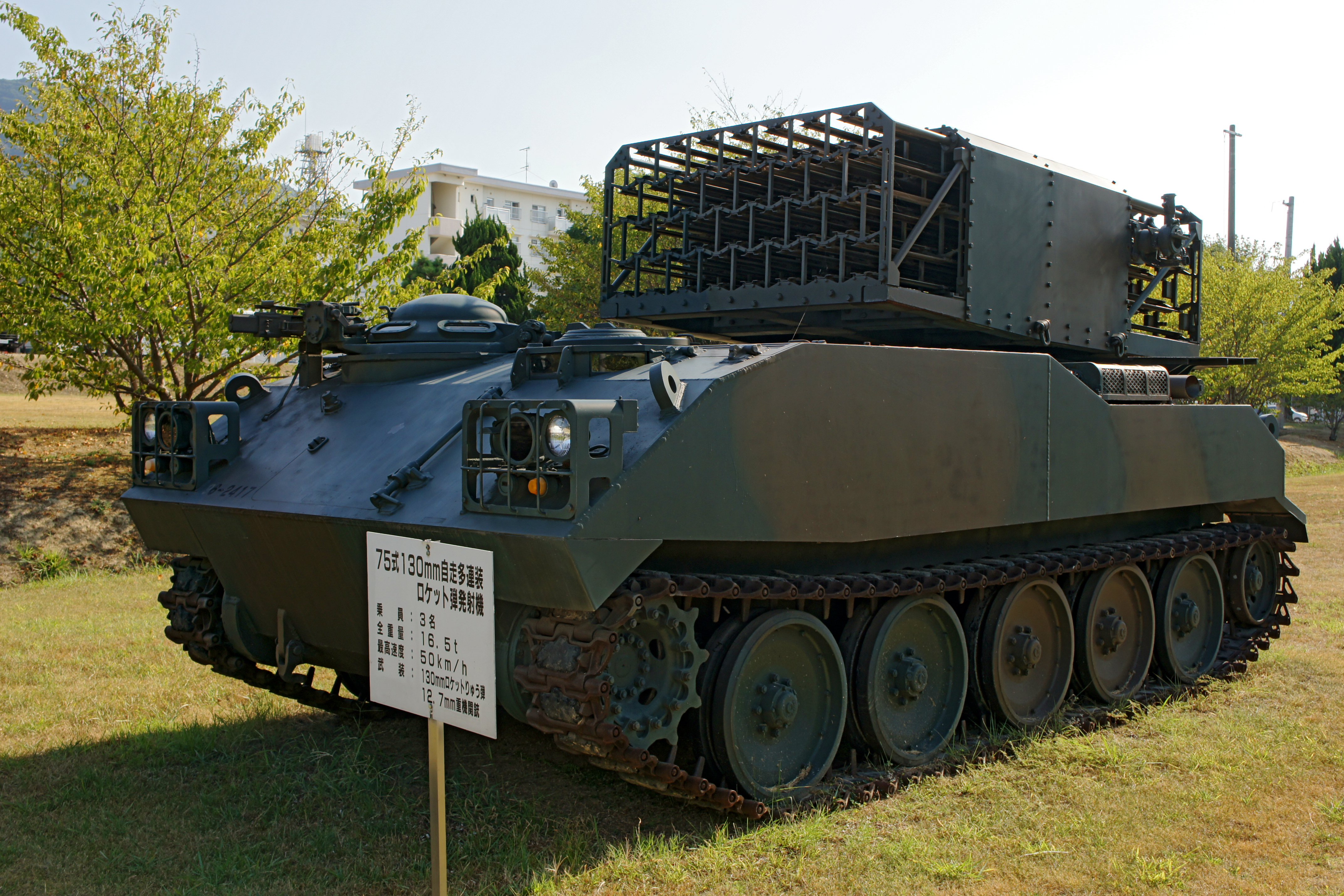
Музей гарнізону Дзенцуджі ССЯ

## Міста-побратими
- [[Файл:Flag of the United States.svg|border|25пкс]] Ельдорадо, Арканзас (1964)[3]
- [[Файл:Flag of Japan.svg|border|25пкс]] Хірадо, Наґасакі (1985)[3]
- [[Файл:Flag of Japan.svg|border|25пкс]] Коя, Вакаяма (1995)[3]

## Уродженці
- Кукай (774—835) — японський чернець, патріарх секти езотиричного буддизму Шінґон.